# Олбас
Олбас — смесь (комплекс) из 6 эфирных масел растительного происхождения, некоторые из которых обладают антисептическим, антибактериальным и тонизирующим эффектом. Не является лекарственным средством.
Смесь применяется отдельными сторонниками альтернативной медицины, которые позиционируют её, в частности, как средство при комплексной профилактике острых респираторных инфекций у детей. Отдельными авторами масла Олбас предлагаются к использованию путём пассивной коллективной ингаляции.
Торговая марка Олбас c 1990-х использовалась несколькими европейскими компаниями. Сегодня в ЕС торговая марка OLBAS принадлежит компании G.R. Lane Health Products Limited . 
Существуют полностью аналогичные смеси, выпускаемые под иными названиями. В России выпускается смесь эфирных масел Дыши с идентичным составом.

## Состав
| Мятное масло (без ментола) | 35,45 % |
| Эвкалиптовое масло         | 35,45 % |
| Каепутовое масло           | 18,50 % |
| Левоментол                 | 4,10 %  |
| Винтергриновое масло       | 3,70 %  |
| Можжевёловое масло         | 2,70 %  |
| Гвоздичное масло           | 0,10 %  |

## Меры предосторожности
Смесь масел может представлять опасность при попадании на повреждённую кожу, слизистые оболочки, глаза. При попадании в глаза тщательно промыть их водой.
Хранить при температуре не выше 25 °C, в недоступном для детей месте.

## Опасность при некорректном применении
Представляет значительную опасность при некорректном применении (при проглатывании, при попадании в глаза, закапывании в нос и т.п.), особенно для детей.

## Исследования эффективности
Несколько клинических исследований, проведенных в Польше в 1997 году, показали хорошее влияние масла Олбас на слизистую оболочку носа у пациентов с острым ринитом во время простуды , а также отсутствие вредных эффектов при вдыхании продукта, как рекомендовано производителем, здоровыми добровольцами в течение 28 дней.
Некоторые исследователи считают, что Олбас может быть пригоден для местного лечения герпетических инфекций.

### Сравнение эффективности смеси Олбас и отдельных эфирных масел
Минимальные ингибирующие и минимальные микробицидные концентрации Олбас и каждого из отдельных эфирных масел были оценены у 17 видов / штаммов бактерий и грибов. Был проведен анализ временного уничтожения для сравнения микробицидной активности Олбас и масла мяты перечной в течение нескольких временных интервалов. Олбас продемонстрировал высокую антимикробную активность в отношении всех тестируемых штаммов, используемых в исследовании, среди них MRSA, устойчивая к антибиотикам (устойчивый к метициллину Staphylococcus aureus) и VRE (устойчивый к ванкомицину Enterococcus). Его антимикробная активность сопоставима с активностью масла мяты перечной, которое было самым мощным из всех протестированных образцов эфирных масел. 